# Jocelerme Privert

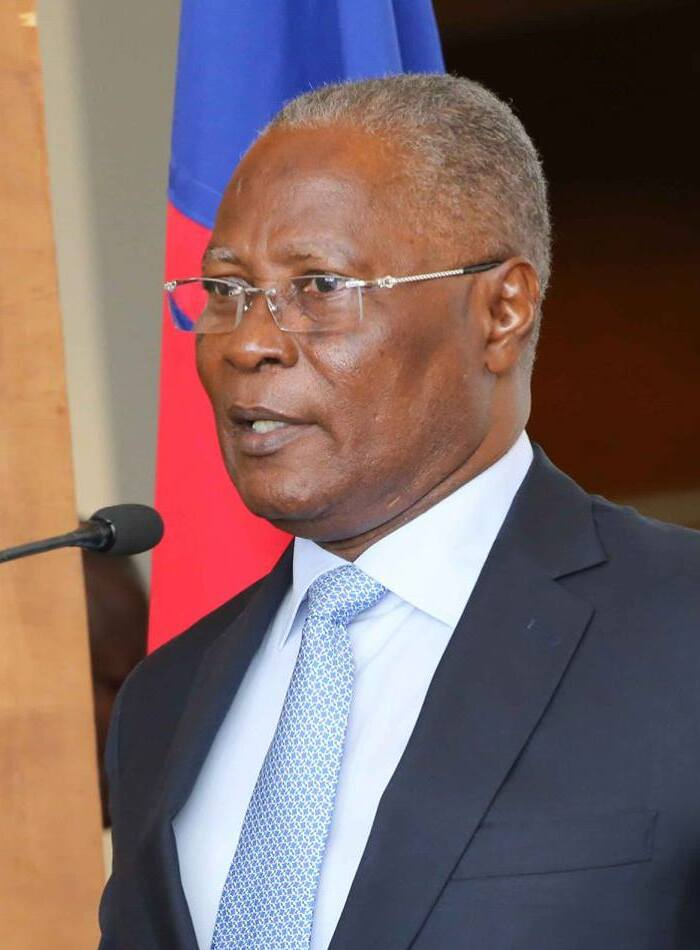
Jocelerme Privert (2017)

Jocelerme Privert (*  1. Februar 1953 in Petit-Trou-de-Nippes) ist ein haitianischer Politiker.

## Leben
Jocelerme Privert war unter Präsident Jean-Bertrand Aristide 2001 und 2002 Finanz- und Wirtschaftsminister. 2003 und 2004 war er Innenminister. Nach Aristides Flucht am 29. Februar 2004 wurde Privert im April 2004 verhaftet und verbrachte 26 Monate im Gefängnis. 2008 gelang ihm der Einzug in den Senat von Haiti, dessen Präsident er im Januar 2016 wurde.
Vom 14. Februar 2016 bis zum 14. Juni 2016 war Privert als Nachfolger von Michel Martelly vom Parlament gewählter Übergangspräsident Haitis. Er sollte die Amtsgeschäfte bis zur Wahl eines regulären Präsidenten führen. Dieses Ziel, die Amtsübergabe an einen vom Volk gewählten Nachfolger, wurde während seines auf 120 Tage befristeten Mandates nicht erreicht. Zwei Versuche der verbliebenen Abgeordneten der Abgeordnetenkammer, über eine Erneuerung von Priverts Mandat als Übergangspräsident bis zum 7. Februar 2017 zu entscheiden, scheiterten. Denn gewalttätige Demonstranten für und gegen Privert verhinderten, dass die anberaumten Sitzungen am 21. Juni bzw. am 28. Juni 2016 zustande kamen. Gleichwohl betrachtete Privert sich selbst weiterhin als „de-facto-Übergangspräsident“. Er wurde am 7. Februar 2017 von Jovenel Moïse abgelöst.
Jocelerme Privert ist verheiratet mit Ginette Michaud.